# A. Victor Segno
A. Victor Segno (* 1870; † unbekannt) war ein US-amerikanischer Mentalist, der im frühen 20. Jahrhundert international bekannt war.

## Leben
Segno trat um 1900 als Mentalist in Erscheinung und gab vor, Handlinien lesen und Gehirnwellen aussenden zu können. Seine Gehirnwellen sollten den Empfängern zum Erfolg verhelfen, was ihm zahlreiche Anhänger weltweit einbrachte. Gegen Zusendung von monatlich 1 US-Dollar sagte Segno seine Fähigkeiten auch aus der Ferne zu. Zur geschäftlichen Abwicklung seiner Aktivitäten gründete er den Segno Success Club. Bereits 1903 hatte er monatlich 12.000 Zuschriften. Später gab es sogar Ermittlungen gegen ihn, weil er die meisten Zuschriften an eine Privatadresse in Kalifornien überhaupt erhielt, täglich bis zu 7.000 Briefe. 1904 verfügte er über genug Geld, um sich am Echo Park in Los Angeles ein repräsentatives Anwesen errichten zu lassen, das er Inspiration Point nannte. Er veröffentlichte zahlreiche Schriften, neben dem Segnogram Newsletter und dem vielfach aufgelegten Werk The Law of Mentalism (dt. Das Gesetz des Mentalismus) auch Ratgeber, wie man in der Ehe glücklich lebt, wie man 100 Jahre alt wird oder wie man sich eine volle Haarpracht erhält.
Er war verheiratet mit Annie Dell Segno. 1911 verließ er Los Angeles und gab vor, in Russland ein weiteres mentalistisches Institut eröffnen zu wollen, brannte tatsächlich jedoch nur mit seiner ebenfalls verheirateten Sekretärin Irene Weitzel durch. In den folgenden Jahren war er in Berlin, wo er abermals die Leistungen seines Success Club anbot. Um 1915 kehrte er wieder nach Los Angeles zurück. Allerdings schwand seine Popularität, so dass er auch sein Anwesen am Echo Park aufgeben musste. Mutmaßlich ließ er sich auch scheiden, da seine Exfrau 1923 Harry T. Robinson, das Mitglied einer Räuberbande, heiratete. Nach 1930 verlieren sich alle seine Spuren.
Sein Anwesen am Echo Park wurde zum Bau des 1974 erbauten Gebäudekomplexes Lago Vista abgerissen, lediglich ein kleiner Kuppelbau hat sich in der heutigen Bebauung erhalten.

## Schriften
- The Law of Mentalism (auch in diverse Sprachen übersetzt) (1902)[1]
- How to Live 100 Years (1903)[1]
- How to Be Happy Tho’ Married
- How to have beautiful hair
- Personal Magnetism
- Life in the Great Beyond (1911)[1]
- The secreto of Memory (1906)[1]